# 42 Aurigae
42 Aurigae, som är stjärnans Flamsteed-beteckning, är en ensam stjärna i den norra delen av stjärnbilden Kusken. Den har en skenbar magnitud på ca 6,53 och kräver åtminstone en handkikare för att kunna observeras. Baserat på parallax enligt Gaia Data Release 1 på ca 13,2 mas, beräknas den befinna sig på ett avstånd på ca 246 ljusår (ca 76 parsek) från solen. Den rör sig närmare solen med en heliocentrisk radialhastighet på ca -12 km/s. Den ingår i Ursa Major rörelsegrupp av stjärnor som har en gemensam rörelse genom rymden.

## Egenskaper
42 Aurigae är en gul till vit stjärna, som tilldelades spektralklass F0 V av Nancy Roman 1949, vilken anger att den är en stjärna i huvudserien av spektraltyp F. År 1995 katalogiserade Abt och Morrell den istället som spektralklass A6 Vp (4481 wk) n, såsom en något varmare och mer massiv stjärna i huvudserien av typ A, som visar spektrala särdrag såväl som diffusa spektrallinjer orsakade av snabb rotation. Den har en massa som är ca 1,7 solmassor, en radie som är ca 2 solradier  och utsänder ca 10 gånger mera energi än solen från dess fotosfär vid en effektiv temperatur på ca 7 700 K.